# Де-Рибас, Еммануэль
Еммануэль Де-Рибас (?—1791) — русский военачальник, полковник.
Брат О. М. Дерибаса.

## Биография
Родился в Италии.
Самостоятельно добрался до Очакова и был принят на российскую службу, с учетом сицилийского чина получил производство в капитаны и определение командиром гренадерской роты.
Принимал участие во взятии Измаила в составе Черноморской гребной флотилии, состоявшей из Черноморского казачьего войска атаманов Головатого и Чепеги, а также десантных войск из гренадеров, которыми он руководил. Получил тяжелые ранения.
В 1791 году был в звании полковника Днепровского приморского полка.
Умер 12 июня 1791 года от ранений, полученных под Измаилом.

## Награды
- Награждён орденом Св. Георгия 3-й степени (№ 85, 25 марта 1791) — «Во уважение на усердную службу и отличную храбрость, оказанную при взятии приступом города и крепости Измаила с истреблением бывшей там турецкой армии».[4]